# Branges
Pour les articles homonymes, voir Branges (homonymie).
Branges est une commune française située dans le département de Saône-et-Loire, en région Bourgogne-Franche-Comté.

## Géographie
Branges fait partie de la Bresse louhannaise.

### Hydrographie
La Seille traverse le sud de la commune (elle forme une limite naturelle avec Sornay).

### Climat
Pour des articles plus généraux, voir Climat de la Bourgogne-Franche-Comté et Climat de Saône-et-Loire.
En 2010, le climat de la commune est de type climat océanique dégradé des plaines du Centre et du Nord, selon une étude du Centre national de la recherche scientifique s'appuyant sur une série de données couvrant la période 1971-2000. En 2020, Météo-France publie une typologie des climats de la France métropolitaine dans laquelle la commune est exposée à un climat semi-continental et est dans la région climatique Bourgogne, vallée de la Saône, caractérisée par un bon ensoleillement (1 900 h/an), un été chaud (18,5 °C), un air sec au printemps et en été et des vents faibles.
Pour la période 1971-2000, la température annuelle moyenne est de 11,2 °C, avec une amplitude thermique annuelle de 17,8 °C. Le cumul annuel moyen de précipitations est de 976 mm, avec 11,7 jours de précipitations en janvier et 7,9 jours en juillet. Pour la période 1991-2020, la température moyenne annuelle observée sur la station météorologique de Météo-France la plus proche, « Montpont », sur la commune de Montpont-en-Bresse à 10 km à vol d'oiseau, est de 11,8 °C et le cumul annuel moyen de précipitations est de 1 026,2 mm. 
La température maximale relevée sur cette station est de 40,3 °C, atteinte le 31 juillet 2020 ; la température minimale est de −16,5 °C, atteinte le 20 décembre 2009,,.
Les paramètres climatiques de la commune ont été estimés pour le milieu du siècle (2041-2070) selon différents scénarios d'émission de gaz à effet de serre à partir des nouvelles projections climatiques de référence DRIAS-2020. Ils sont consultables sur un site dédié publié par Météo-France en novembre 2022.

## Urbanisme

### Typologie
Au 1er janvier 2024, Branges est catégorisée commune rurale à habitat dispersé, selon la nouvelle grille communale de densité à sept niveaux définie par l'Insee en 2022.
Elle appartient à l'unité urbaine de Louhans, une agglomération intra-départementale regroupant six  communes, dont elle est une commune de la banlieue,,. Par ailleurs la commune fait partie de l'aire d'attraction de Louhans, dont elle est une commune de la couronne,. Cette aire, qui regroupe 15 communes, est catégorisée dans les aires de moins de 50 000 habitants,.

### Occupation des sols
L'occupation des sols de la commune, telle qu'elle ressort de la base de données européenne d’occupation biophysique des sols Corine Land Cover (CLC), est marquée par l'importance des territoires agricoles (78,4 % en 2018), en diminution par rapport à 1990 (85 %). La répartition détaillée en 2018 est la suivante : zones agricoles hétérogènes (46,9 %), prairies (25,2 %), zones urbanisées (13,9 %), terres arables (6,3 %), forêts (5,2 %), zones industrielles ou commerciales et réseaux de communication (2,6 %). L'évolution de l'occupation des sols de la commune et de ses infrastructures peut être observée sur les différentes représentations cartographiques du territoire : la carte de Cassini (XVIIIe siècle), la carte d'état-major (1820-1866) et les cartes ou photos aériennes de l'IGN pour la période actuelle (1950 à aujourd'hui).

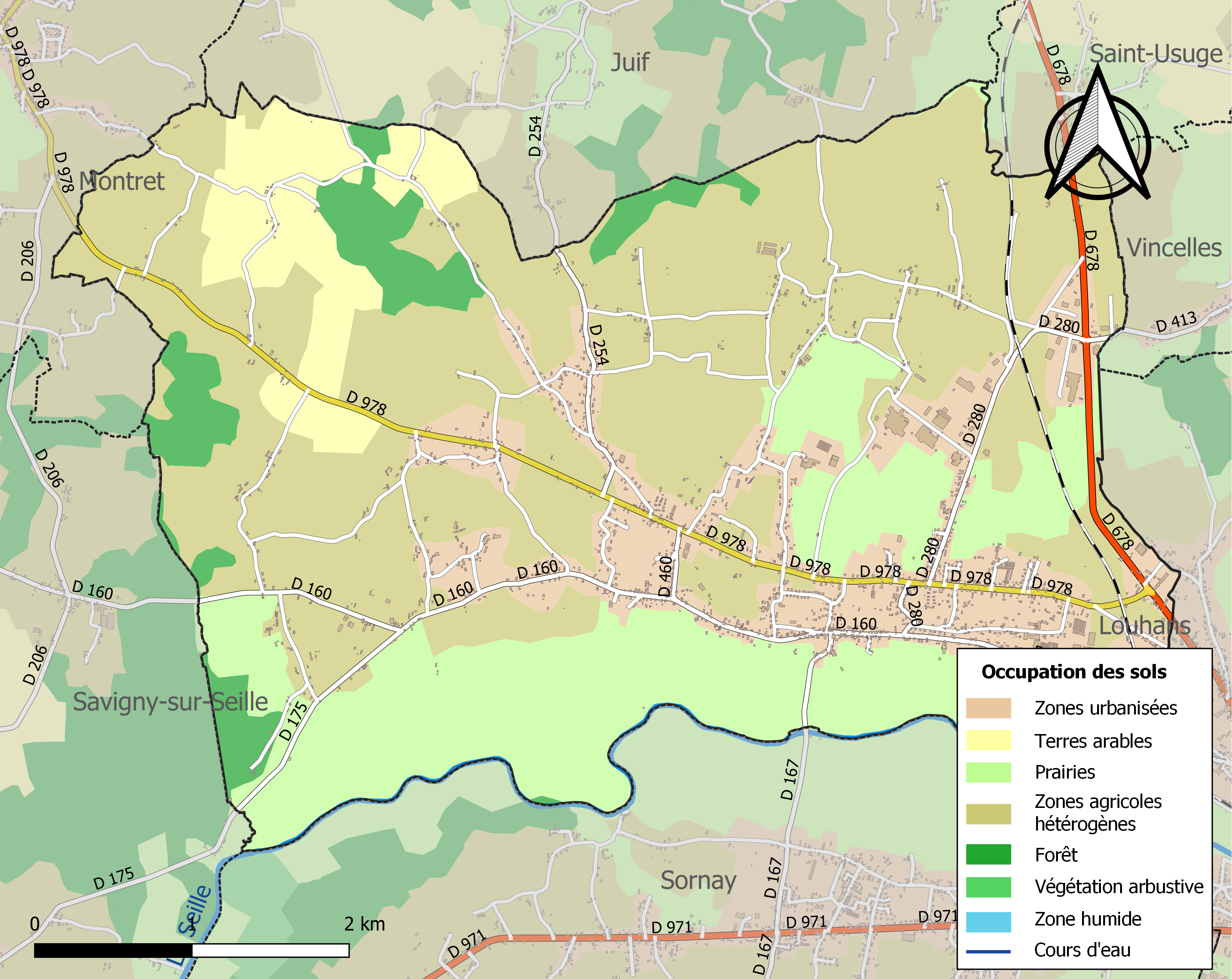
Carte des infrastructures et de l'occupation des sols de la commune en 2018 (CLC).

## Toponymie
- Brilanga (926), Brangis (955), Branges (1793).

## Histoire
La construction de l'église remonterait en l'an 955[réf. souhaitée].

Le blason de la famille de Lugny, dont plusieurs membres furent seigneurs de Branges.

1256 : Ponce III de Cuiseaux, sire de Branges, accorde une charte de franchise aux habitants du bourg.
Dans la première moitié du XVIe siècle, c'est Jean de Lugny, chevalier, « dernier héritier mâle de la maison de Lugny », seigneur de Lugny – et par ailleurs comte de Brancion, baron de Saint-Trivier-en-Dombes, de Blaignac, de Lessard et de Sagy –, qui est seigneur baron de Branges.
En 1790, à la création des départements, Branges fut érigée en chef-lieu de canton (canton incluant les communes de Branges, Château-Renaud, Sornay et La Chapelle-Naude), situation qui perdura jusqu'en 1801 et au rattachement de la commune au canton de Louhans.
1883 : publication à l'initiative de la municipalité, François Ruez étant maire, d'une notice historique consacrée à l'histoire de Branges, écrite par le docteur Bernard Gaspard (décédé en 1870).
À l'issue de la Seconde Guerre mondiale, Branges est libérée par les Américains le 5 septembre 1944.
La commune est absorbée par Louhans en 1973, puis en est détachée en 1979.

## Politique et administration

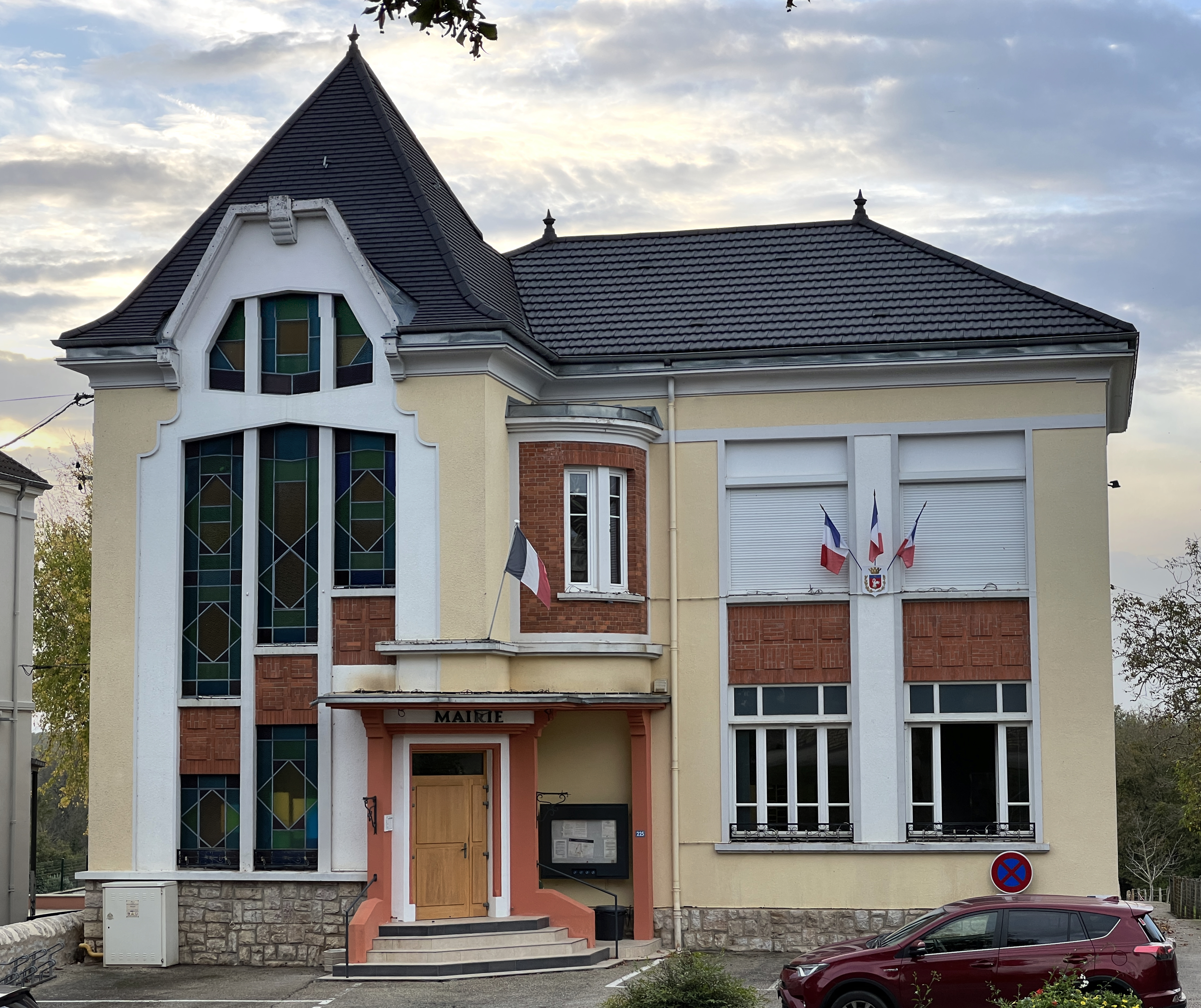
Mairie.

### Tendances politiques et résultats

#### Élections présidentielles
La ville de Branges place en tête à l'issue du premier tour de l'élection présidentielle française de 2017, Marine Le Pen (RN) avec 27,45 % des suffrages. Mais lors du second tour, Emmanuel Macron (LaREM) est en tête avec 57,32 %.

#### Élections législatives
La ville de Branges faisant partie de la quatrième circonscription de Saône-et-Loire, place lors du 1er tour des élections législatives françaises de 2017, Stéphane GROS (LR) avec 44,27 % des suffrages. Mais lors du second tour, il s'agit de Cécile Untermaier (PS) qui arrive en tête avec 56,37 % des suffrages.
Lors du 1er tour des élections législatives françaises de 2022, Cécile Untermaier (PS), députée sortante, arrive en tête avec 32,40 % des suffrages comme lors du second tour, avec cette fois-ci, 55,99 % des suffrages.

#### Élections départementales
La ville de Branges faisant partie du canton de Louhans place le binôme de Mathilde Chalumeau (DVD) et de Anthony Vadot (DVD), en tête, dès le 1er tour des élections départementales de 2021 en Saône-et-Loire avec 81,45 % des suffrages. Lors du second tour, les habitants décideront de placer de nouveau le binôme de Mathilde Chalumeau (DVD) et de Anthony Vadot (DVD) en tête, avec cette fois-ci, près de 85 % des suffrages. Devant l'autre binôme menée par Cyriak Cuenin (RN) et Annie Hassler (RN) qui obtient 15 %.

### Liste des maires de Branges

#### Liste des maires de 1865 à 1973
| Période                                  | Période       | Identité          | Étiquette | Qualité |
| ---------------------------------------- | ------------- | ----------------- | --------- | ------- |
| août 1865                                | janvier 1878  | Jean Genet        |           |         |
| janvier 1878                             | avril 1904    | François Ruez     |           |         |
| mai 1904                                 | décembre 1919 | Eugène Gaillard   |           |         |
| décembre 1919                            | novembre 1944 | Henri Bernigaud   |           |         |
| novembre 1944                            | mai 1945      | Paul Bert         |           |         |
| mai 1945                                 | novembre 1949 | Pierre Gaillard   |           |         |
| novembre 1949                            | mars 1959     | Ernest Moreau     |           |         |
| mars 1959                                | mars 1965     | Aldouce Ravillard |           |         |
| mars 1965                                | juillet 1973  | Maurice Baudin    |           |         |
| Les données manquantes sont à compléter. |               |                   |           |         |

#### Liste des maires délégués de Branges
Entre 1973 et 1979, Branges est une commune associée de Louhans. En mars 1979, elle décide de se séparer et de redevenir une commune à part entière.
| Période      | Période   | Identité     | Étiquette | Qualité   |
| ------------ | --------- | ------------ | --------- | --------- |
| juillet 1973 | mars 1979 | Maurice Bert |           | Maraîcher |

#### Liste des maires après la défusion (depuis 1979)
| Période   | Période   | Identité           | Étiquette | Qualité |
| --------- | --------- | ------------------ | --------- | --- |
| mars 1979 | mars 1983 | Maurice Bert       |           | Maraîcher, maire honoraire |
| mars 1983 | mars 1989 | Louis Brat         | PS        | Ancien maire de Louhans (1977 → 1979) |
| mars 1989 | juin 1995 | Pierre Gaudillière |           | |
| juin 1995 | mars 2001 | Claude Launois     | UDF-DL    | Dirigeant d'entreprise |
| mars 2001 | mars 2008 | André Richard      | DVD       | Maraîcher |
| mars 2008 | En cours  | Anthony Vadot      | UMP-LR    | Fonctionnaire Conseiller départemental du canton de Louhans (2015 → ) 3e vice-président du conseil départemental de Saône-et-Loire (2015 → ) Président de la CC Cœur de Bresse (2014 → 2016) Président de Bresse Louhannaise Intercom' (2017 → ) |

## Population et société

### Démographie
L'évolution du nombre d'habitants est connue à travers les recensements de la population effectués dans la commune depuis 1793. Pour les communes de moins de 10 000 habitants, une enquête de recensement portant sur toute la population est réalisée tous les cinq ans, les populations de référence des années intermédiaires étant quant à elles estimées par interpolation ou extrapolation. Pour la commune, le premier recensement exhaustif entrant dans le cadre du nouveau dispositif a été réalisé en 2005.

En 2022, la commune comptait 2 372 habitants, en évolution de +0,34 % par rapport à 2016 (Saône-et-Loire : −1,06 %, France hors Mayotte : +2,11 %).
| 1793  | 1800  | 1806  | 1821  | 1831  | 1836  | 1841  | 1846  | 1851  |
| ----- | ----- | ----- | ----- | ----- | ----- | ----- | ----- | ----- |
| 1 338 | 1 509 | 1 516 | 1 601 | 1 680 | 1 703 | 1 780 | 1 802 | 1 880 |

| 1856  | 1861  | 1866  | 1872  | 1876  | 1881  | 1886  | 1891  | 1896  |
| ----- | ----- | ----- | ----- | ----- | ----- | ----- | ----- | ----- |
| 1 809 | 1 804 | 1 845 | 1 885 | 1 935 | 2 061 | 1 996 | 2 057 | 2 081 |

| 1901  | 1906  | 1911  | 1921  | 1926  | 1931  | 1936  | 1946  | 1954  |
| ----- | ----- | ----- | ----- | ----- | ----- | ----- | ----- | ----- |
| 2 069 | 2 092 | 2 100 | 2 012 | 2 128 | 2 212 | 2 234 | 2 200 | 2 055 |

| 1962  | 1968  | 1982  | 1990  | 1999  | 2005  | 2006  | 2010  | 2015  |
| ----- | ----- | ----- | ----- | ----- | ----- | ----- | ----- | ----- |
| 2 212 | 2 300 | 2 312 | 2 155 | 2 087 | 2 219 | 2 269 | 2 393 | 2 378 |

| 2020  | 2022  | - | - | - | - | - | - | - |
| ----- | ----- | - | - | - | - | - | - | - |
| 2 350 | 2 372 | - | - | - | - | - | - | - |

### Cultes
Branges fait partie de la paroisse Saint-Pierre en Louhannais qui compte 22 communes, pour 21 clochers, et dont le siège est à Louhans.

### Sports
Le stade de Branges (stade Abbé-Honorez) accueille les U9, les U13, les espoirs, les seniors et les vétérans du club de l'« E.S Branges ».

## Économie
Le siège de Radio Bresse, station de radio associative créée en avril 1985, se trouve sur la commune.

## Culture locale et patrimoine

### Lieux et monuments
- L'église, placée sous le vocable de saint Maurice, construite sur les conseils de l'architecte Narjoux fils, en briques et de style néo-gothique. Elle a succédé à l'ancienne église démolie en 1860, qui était de style gothique flamboyant (XVe et XVIe siècles), réputée être « la plus remarquable et la plus monumentale de la Bresse chalonnaise, depuis Saint-Marcel à Cuiseaux », avec ses sept chapelles seigneuriales. Le clocher est la seule partie conservée de l'édifice originel. Particularité : le coq de faîtage de 1605, classé en 1928, qui est visible dans la chapelle sud est celui de l'ancienne église. Le clocher abrite deux cloches, dont l'une, en bronze, dénommée « Bonne », a été fondue à Branges même en 1742.
- Stade Abbé-Honorez.

### Personnalités liées à la commune
- Philibert Cochard (1876-1937), homme politique, maire de Cuisery, sénateur de Saône-et-Loire de 1933 à 1937.
- Waldeck Rochet, secrétaire général du parti communiste.

### Héraldique
| Blason de Branges | Blason  | De gueules au pélican d'argent avec sa piété de gueules dans son aire d'or, au chef cousu d'azur chargé d'une fleur de lys aussi d'or. |
| Blason de Branges | Détails | Adopté par la municipalité le 19 octobre 1952.                                                                                         |

## Pour approfondir